# Col de Malval
Le col de Malval est un col qui se situe dans les monts du Lyonnais (Massif central), dans le département du Rhône, à une altitude de 732 m.

## Géographie
Le col se trouve sur les communes de Vaugneray et de Courzieu, séparant les vallées de l'Yzeron et de la Brévenne.